# ダイバージェント 異端者
『ダイバージェント 異端者』（原題:Divergent）は2011年にアメリカ合衆国で出版されたヤングアダルトSF小説である。作者はヴェロニカ・ロスで、本作は彼女のデビュー作である。また、本作は『ダイバージェント・シリーズ』の第1作となる作品でもある。

## 出版に至るまで
作者のヴェロニカ・ロスはノースウェスタン大学のクリエイティブ・ライティング・プログラムを修了する前の冬休みを使って、本作を執筆して出版した。そして、大学を卒業する前に、本作の映画化権を売却した。
本作は文明崩壊後のシカゴを舞台とした作品である。しかし、ロスは最初からシカゴを舞台に小説を執筆したわけではないと以下のように語っている。
荒削りの下書きを書いた後、もっとしっかりとした場所感を作品に付与すべきだと感じた。下書きに描かれた都市を見ると、電車は絶え間なく運行され、湖、沼地、川がある都市になっていた。私はこの都市はシカゴのようだと思った。シカゴは私がよく知っている街でもあり、長く住んでいたので愛着のある都市でもあった。

## あらすじ
文明崩壊後のシカゴでは、生存者はそれぞれの気質に基づいて5つのグループに分けられた。その5つのグループとは、無欲を司る「アブゲネーション」、平和を司る「アミティ」、高潔を司る「キャンダー」、博学を司る「エリュアダイト」、勇敢を司る「ドーントレス」のことである。毎年、16歳になったすべての男女は自分にとって最適なグループを診断するためのテストを受けていた。テストの結果を受けて、青年たちは自分の家族が属するグループに残るか、自分に最適なグループに移籍するかを選ぶことができる。新しいグループに属するための通過儀礼を終えていない者は「ファンクショレス」と呼ばれ、都市の中で貧しい暮らしをすることを余儀なくされた。
16歳の女の子、ベアトリス・プライアーは「アブゲネーション」に属する家族に生まれた。ベアトリスは自分自身のことを無欲とは思っていなかったので、自分はアブゲネーションとは合わないと感じていた。ベアトリスは診断テストを受け、自分の見立てが正しいことを知った。「アブゲネーション」、「エリュアダイト」、「ドーントレス」の3つのグループの適性があると診断されたのである。テストの監視官はベアトリスに診断結果を他人に話さないようにと警告した。なぜなら、ベアトリスは「ダイバージェント」（異端者）とみなされるからである。「選択の日」の前日、ベアトリスは両親と共に「アブゲネーション」に残るか、別のグループにひとりで移籍するかで頭を悩ませていた。結局、「選択の日」において、ベアトリスは「アブゲネーション」を離れて「ドーントレス」に移籍することを決める。また、ベアトリスの兄である、ケイレブは「エリュアダイト」への移籍を決めた。
「ドーントレス」の教官を務めるトビアス・イートン（以後はフォーと表記）はドーントレスへの所属志願者全員が移籍を許されるわけではなく、テストの成績上位10人のみが所属を許され、残りの人間は「ファンクショレス」となるのだと説明する。他のグループが通過儀礼を終えた者全員の所属を許していることを考えれば、この制度は異質である。通過儀礼の間に、ベアトリスはトリスと改名し、数人の移籍志願者（クリスティーナ、アル、ウィル）と友人になった。その一方で、ピーター、ドリュー、モリーの3人とは険悪になった。なお、トリスは「ドーントレス」生まれのウライア、リン、マーリンらとも友人になった。
「ドーントレス」の通過儀礼は3段階に分かれている。第1段階では体術を用いた戦闘訓練だけでなく、ナイフと銃の使い方を学習する。他の志願者より運動能力が劣っているにも拘らず、トリスはモリーを倒すことによって6位で第1段階を修了した。順位が発表された後、嫉妬に燃えた2位のピーターが1位で通過したエドワードの目を夜中にバターナイフで突き刺した。
親との面会が許される日に、トリスは自分の母が「ドーントレス」の生まれであったことを知る。報告書ではトリスの両親が、子供二人を別のグループに移籍させることが非難されていた。
トリスが通過儀礼に参加している頃、シカゴの政府内では、「エリュアダイト」が「アブゲネーション」が指導権を握っていることに反対していた。 「アブゲネーション」の指導者であるマーカスは、2年前に「ドーントレス」に移籍した自分の息子を虐待していたと告発された。
第2段階には診断テストのようなシミュレーションが含まれていた。恐怖の象徴であるようなものと如何に向き合うかをしべるものである。トリスは「ダイバージェント」であるため、自分がシミュレーションに参加していると自覚することができた（他の参加者にはできない）。そのことがトリスのアドバンテージとなり、第2段階を1位で通過することができた。この結果に不満を持ったピーター、ドリュー、アルの3人はトリスを暴行し、「ドーントレス」本部にある深い穴にトリスを落とそうとしたが、フォーが仲裁に入った。その後、アルはトリスに許しを乞うが、拒絶され、自殺した。
最終段階は参加者が怖がるすべてのものを1か所に集めたシミュレーションであった。この光景を前にした参加者全員が、自分たちがシミュレーション下にあり、今まで学んできたことを生かしてこの恐怖に立ち向かわねばならないと自覚できた。最終段階に挑む準備をしている最中、トリスとフォーの関係は深まる一方だった。フォーはトリスに自分が怖がるものがある空間を見せた。トリスはフォーが空間内の4つのものだけに恐怖を感じていると知り、それを記憶した。また、トリスはフォーの本名がトビアスであり、彼の父親が「アブゲネーション」を率いるマーカスであることを知った。後に、フォーは「アブゲネーション」を攻撃するために、「エリュアダイト」が「ドーントレス」を利用しようとしていることをトリスに明かす。
トリスは自分に与えられた空間にある7つの恐怖を克服した。テストの後、トリスは他の「ドーントレス」のメンバー全員と共にトラッキング用の血清を打たれる。この血清は失踪したと判断された場合に活性化する。公式の式典の前に、フォーはトリスを自宅に招待する。トリスはフォーへの思いを打ち明ける。式典開始後すぐに、最終の順位が発表された。トリスが1位だった。式典の最中、突然、トリスは「エリュアダイト」が「ドーントレス」のメンバーに「アブゲネーション」を攻撃させる計画を実行するために、トラッキング用の血清を使うであろうと悟った。
式典後の夜、血清はシミュレーション状態を引き起こし、「ドーントレス」のメンバー全員が「アブゲネーション」の居住区域を攻撃するよう命じられた、眠る兵士となってしまった。しかし、血清はトリスとフォーには効かなかった。2人は「ダイバージェント」であったからである。「アブゲネーション」の居住区域に到着した後、トリスとフォーは「ドーントレス」の一団から離れようとした。しかし、トリスが銃撃されて軽傷を負う。フォーはトリスを残していくことを拒否して囚われの身となる。2人は「エリュアダイト」の指導者であるジェニーンの前に連行された。ジェニーンはフォーに実験段階の血清を打った。フォーの視覚と聴覚を操作することで「ダイバージェント」効果を打ち消す血清である。ジェニーンはフォーに攻撃の様子を見るために「ドーントレス」のコントロール・ルームへ行って、トリスは死んだというように命令した。トリスは水で満たされた生命維持装置の中で意識を回復して、駆け付けた母親に救出された。脱出するときに、母親は自分もダイバージェントだとトリスに打ち明ける。その後、母親は殺される。トリスは脱出を目指したが、シミュレーションの影響下で自らを攻撃したウィルを殺したい衝動に駆られた。
トリスは自らの父親であるケイレブとマーカスを見つける。そのご、3人はシミュレーション状態を引き起こしているものを見つけるために「ドーントレス」の居住地域に行くと決める。「ドーントレス」本部へ向かう途中、トリスの父親はトリスにコントロール・ルームへの道を知らせるため、自らを犠牲にする。トリスはマインド・コントロール下にあるフォーと遭遇し、フォーはトリスを攻撃してきた。戦闘の中で、トリスは自分がフォーを殺すことはできないと感じ、降伏する。そのことが、フォーが視聴覚を取り戻すきっかけとなる。自由の身となったフォーはトリスが「エリュアダイト」のシミュレーションの影響を完全に断ち切れるようにし、残りの「ドーントレス」のメンバーにかかっているマインド・コントロールを解除した。自らの身の安全と引き換えにトリスがコントロール・ルームを見つけるのに協力したピーターをはじめとして、ケイレブやマーカスも集団に加わった。一行は「アブゲネーション」の生き残りを見つけるために、「アミティ」の居住区へ向かう電車に乗る。

## 文体
批評家の多くが、本作の文体は速いペースで読めるような特徴的で小気味いい散文を作り出していると指摘している。例えば、ニューヨーク・タイムズのスーザン・ドミナスは「心地よいペースで、豊かな想像力の飛翔があり、時折、素晴らしいディテールで読者を驚かせる。」と述べている。アメリカン・プロスペクトのアビー・ノーランは本作が『ハンガー・ゲーム』や『Blood Red Road』のストーリー構造や文体を踏襲していると述べている。

## テーマ

### アイデンティティ
他の児童向け小説やヤングアダルト小説のように、本作も若者たちが両親や社会との関係の中で自らのアイデンティティやよりどころを探し求める姿が描写されている。批評家のアンテロ・ガルシアはディストピアを描いた小説が、若者と大人の間の力関係を把握しようとしている点で似た部分があると指摘した。ニューヨーク・タイムズのスーザン・ドミナスは「『ダイバージェント 異端者』は一般的に青年が抱く不安について掘り下げている。その不安は或る時が来ると家族から肉体的のも精神的にも自立しなければならないという過酷な現実によるものである。」と述べている。「The Voice of Youth Advocates」は「『ダイバージェント 異端者』は両親が築き上げたものを引き継ぐか、別の新しいことをするかの選択を迫られるプレッシャーを描き出した。」としている。

### 社会構造と知識
政府によってある集団が分割されている状況はヤングアダルト小説ではよく用いられる舞台装置である（ロイス・ローリーの『ザ・ギバー 記憶を伝える者』が有名）。アシュレー・アン・ヘイズは自らの修士論文において、『ハンガー・ゲーム』と本作の社会集団の分割は対照的なものであると主張した。本作は外部の力によって分割された社会の構成員に自分たちの社会は民主主義的であると錯覚させることによってその構造の複雑性を増していると述べている。
批評家の中には、本作における社会構造の描写が浅く、現実的ではないと批判している人もいる。「Kirkus Reviews」は本作における社会構造を「ありえない前提条件の上に成り立っている」と批判している。「ブックリスト」は「あまりにも単純な構造だ。」と述べている。なお、作者であるヴェロニカ・ロス自身は「『ダイバージェント 異端者』における社会構造の描写は、最初に思いついたものをさらに展開させたものだ。「キャンダー」（高潔）をグループに加えたのは小説の世界観に足りないものを補うためだった。」と述べている。
登場人物が行き来できるような5つの社会グループを設定して社会全体を分断したことが本作の主題に最も大きな影響を及ぼすこととなった。アリス・カリーはこの影響を分析し、「『ダイバージェント 異端者』における5つのグループとそのグループ内における構成員の教化は、意図的に、異なるグループに所属する人間同士の知性に差異を生じさせるものである。通過儀礼のために、他のグループで重視される価値観・知識に無関心・無知になる。トリスは「ダイバージェント」であるため、幅広いタイプの情報・知識を利用することができる。そのことが、読者を感心させるのである。。」と述べている。また、カリーは「「エリュアダイト」内部におけるジェニーンのリーダーシップは学問における「象牙の塔」の表象である。つまり、ジェニーンのリーダーシップは他のタイプの知性を疎外するようなものなのである。『ダイバージェント 異端者』は学問が専門分化に甘んじることを批判し、トリスが体現しているような幅広い学識を推奨しているのだ。」とも述べている。

### 暴力と恐怖
『ハンガー・ゲーム』のように、本作はヤングアダルト小説の中でも暴力の描写が非常に多い作品である。「Publishers Weekly」は本作の暴力描写の多さを強調し、「痛烈だ」と肯定的に評価している。また、トリスが困難に耐える通過儀礼の描写を「魅力的であると同時に暴力的でサディスティックなものだ。」とも述べている。一方、スーザン・ドミナスは本作の暴力描写が読者に生々しく伝わってはいないと指摘している。そして、「おぞましい出来事がトリスが大切に思っている人びとに降りかかっている。しかし、登場人物たちは不気味なほどの平静さで惨事を受け止めている。この作品では、どういうわけなのか、現実とかけ離れていることために、読者の感情が揺さぶられることはない。」と述べている。
ヴェロニカ・ロスは所属志願者を恐怖に晒す「ドーントレス」の訓練を描写するとき、「多くのものから影響を受けたが、最も大きな影響を受けたものは、大学1年生の時に受講した心理学101という講義だと思う。そこで、私は曝露療法について学んだ。曝露療法は不安のような恐怖にクライアントをさらすことによって治療する心理療法だ。何回もクライアントが怖がるものに晒すことによって、徐々にクライアントの恐怖心が和らいでいったり、過度な恐怖を抱かなくなったりする。「ドーントレス」は理性によって生じる恐怖を完全に乗り越えられるような状態にするために、あのような儀式をする。」と述べている。「ブックリスト」は本作で描写されている強い心理的プレッシャーを「海兵隊に志願するときに感じるようなプレッシャー」と表現し、そのプレッシャーが本に緊張感を与えていると述べている。

### キリスト教との関係
『ダイバージェント 異端者』にはキリスト教的なテーマへの関心がはっきりと見えないが、ヴェロニカ・ロスがキリスト教徒であることを告白しているため、テクストの中にキリスト教的テーマが織り込まれているはずだと主張する者がいる。
本作のあとがきにおいて、ロスは「神に感謝します。あなたの息子にも。そして、私の理解を超える物にも。」と述べ、キリスト教への信仰を告白している。
キリスト教の司祭であるシェリー・アーリーは本作の設定をキリスト教の影響を受けたポストフェミニズム的なものであると主張している。さらに、「『ダイバージェント 異端者』があからさまなキリスト教小説ではなかったとしても、キリスト教的価値観に順じた作品ではある。なぜなら、トリスは全体主義国家によって課せられた制約に反抗しており、自分の心には隙があり、不完全なものであるという事実に向き合っているからである。」と述べている。
デヴィッド・エデルステインは本書における遺伝子操作や多数派に対する見方がキリスト教的であると指摘している。その根拠として、博学を司る「エリュアダイト」が支配欲の強い悪役として描かれる一方、それと敵対する「アブゲネーション」が寛大で正義の味方であるように描写されていることを挙げている。また、エデルステインは「ヴェロニカ・ロスは知的生産のために時間を費やすエリュアダイトを嫌悪しているのだろう。」とも述べている。

## 売れ行き
2011年5月22日、本作はニューヨーク・タイムズのベストセラー・リスト（児童書部門）6位に初登場した。その後、11週間にわたってリストに載り続けた。児童向けペーパーバック部門では39週連続でベストセラー・リストに載り、1位になった週もあった。2012年12月、ニューヨーク・タイムズは児童書部門のベストセラー・リストを「ミドル・グレイド」と「ヤングアダルト」の2つに分割した。本作はヤングアダルト部門にカテゴライズされた。それ以降、2013年11月3日まで47週間連続でベストセラー・リストに載った。「Publishers Weekly」によると、『ダイバージェント・シリーズ』全3作を合計した総売り上げ部数は2013年段階で670万部であった（ハードカバーが300万部、ペーパーバックが170万部、電子書籍が200万部弱）。2014年には映画の公開の影響で、「USAトゥデイ」のベストセラー・リストに載った。

## 邦訳
河井直子の訳により、角川書店（現・KADOKAWA）からハードカバー版が2013年9月27日に発売。角川文庫で文庫化され2014年5月24日に上巻・下巻が同時発売。文庫版を元にAudibleにてオーディオブック化されており、上巻が2018年4月13日、下巻が同年4月27日にデータ配信で発売。

## 映画化
2011年、サミット・エンターテインメントは本作の映画化権を購入した。サミット・エンターテインメントはニール・バーガーを監督に起用すると発表した。当初、サミット・エンターテインメントは映画版の製作費として4000万ドルを拠出するつもりだったが、『ハンガー・ゲーム』のヒットを受けて8000万ドル（のちに8500万ドルに増額）に製作費を引き上げた。
シャイリーン・ウッドリーがベアトリス・"トリス"・プライアーを、テオ・ジェームズがトビアス・"フォー"・イートンを演じることが2013年3月に判明した。また、ケイト・ウィンスレットがジェニーン・マシューズを演じる契約にサインしたとも報じられた。
2013年4月16日より、シカゴを中心に主要撮影が始まった。
2014年3月19日に北米で公開され、全世界で2億8000万ドル以上を稼ぎ出すヒット作となった。